# Antoni de Senillosa i Cros
Antoni de Senillosa i Cros (Barcelona, 1928 - Camallera, Alt Empordà, 27 de febrer de 1994) fou un polític català.

## Biografia
Membre de l'aristocràcia rural, es llicencià en Dret per la Universitat de Barcelona i el 1947 esdevingué monàrquic i formà part del secretariat polític de Joan de Borbó per a Catalunya. El 1950 va organitzar l'Institut d'Estudis Hispànics i el 1962 va assistir al Congrés del Moviment Europeu –anomenat pel diari falangista Arriba contuberni de Múnic–, raó per la qual les autoritats franquistes li van retirar el passaport i fou bandejat onze mesos a Fuerteventura. Més tard fou professor a les Facultats de Dret i de Ciències Econòmiques i Empresarials de la Universitat de Barcelona i assessor del president Josep Tarradellas.
El 1976 va fundar la branca catalana del Partido Popular, que a les eleccions generals espanyoles de 1977 rebutjà formar part d'UCD. Vinculat a José María de Areilza, a les eleccions generals espanyoles de 1979 fou elegit diputat per Barcelona per la Coalició Democràtica. A les eleccions generals espanyoles de 1982 fou candidat per Barcelona del Centro Democrático y Social d'Adolfo Suárez. Del 1985 al 1987 fou director general de Relacions Culturals del Ministeri d'Afers Exteriors d'Espanya.
El 1994 va morir en un accident de trànsit quan es dirigia a la casa que tenia a Sant Mori, a l'Alt Empordà. En l'accident que va provocar el mateix de Senillosa, mentre estava conduint un Peugeot 405 MI16 de color vermell i matrícula B-5384-JH a una velocitat excessiva, va matar dues persones que ocupaven un cotxe que circulava correctament en sentit contrari: el mateix conductor del vehicle i el seu fill de 13 anys. Les anàlisis posteriors van revelar un índex d'alcoholèmia en la sang de 3,7 grams per litre a l'exdiputat. Fou sepultat al cementiri de Sant Mori.
La seva filla, Bàrbara de Senillosa i Olano, ha estat professora de protocol en el reality de Telecinco Las joyas de la corona.

## Fons personal
El seu fons personal es conserva a l'Arxiu Nacional de Catalunya. El fons conté la documentació generada i aplegada per Senillosa i Cros. Destaquen les sèries referides a: documentació identificativa; acadèmica; administració del patrimoni (participació en empreses editorials i culturals); obra original (articles originals mecanoscrits amb correccions manuscrites); obra publicada (retalls d'articles de premsa); correspondència rebuda i emesa; activitat associativa i activitat política que és la documentació més important quantitativament i qualitativament (sobresurten les activitats de suport al comte de Barcelona, les manifestacions d'estudiants de 1957, la seva participació en el IV Congrés del Moviment Europeu conegut com a Contuberni de Múnic) i la seva activitat com a diputat (col·lecció de diaris de sessions i butlletins oficials del Congrés dels Diputats i del Senat), actes protocol·laris (textos de pregons, conferències i intervencions en congressos), documentació bibliogràfica i reculls de premsa sobre Antonio de Senillosa.